# 6070 Rheinland
Rheinland (asteróide 6070) é um asteróide da cintura principal, a 1,8841507 UA. Possui uma excentricidade de 0,2108427 e um período orbital de 1 347,46 dias (3,69 anos).
Rheinland tem uma velocidade orbital média de 19,27599099 km/s e uma inclinação de 3,13217º.
Este asteróide foi descoberto em 10 de Dezembro de 1991 por Freimut Börngen.